# Norair Mikaeljan
Norair Mikaeljan, connu aussi sous le nom de Noel Gevor, est un boxeur germano-arménien né le 18 septembre 1990 à Erevan.

## Carrière
Passé professionnel en 2011, il remporte le titre vacant de champion du monde des poids lourds-légers WBC le 4 novembre 2023 après sa victoire par arrêt de l'arbitre au 3e round contre Ilunga Makabu. Il est en revanche battu aux points dès son combat suivant par Badou Jack le 3 mai 2025.

## Famille
Il est le beau-fils du boxeur Khoren Gevor (en).